# Cantalupo
El melón cantalupo o melón cantaloupe, conocido en Chile como melón calameño, es una variedad de la especie Cucumis melo, de la familia Cucurbitaceae.
Su peso varía entre 0,5 y 5 kilogramos y originalmente su nombre se refería exclusivamente a los melones de piel lisa y carne de color anaranjada pero en la actualidad se aplica a cualquier variedad de C. melo. con carne de ese color. China es el principal productor mundial de esta baya y en 2016 produjo la mitad de la producción total mundial.

## Etimología y origen
El nombre cantalupo proviene de la localidad italiana Cantalupo in Sabina, que fue una sede de condado papal cercana a Roma, tras la introducción de esta fruta desde Armenia.  Fue mencionada por primera vez en la literatura en inglés en 1739.
Su origen geográfico es incierto pero se estima que esta variedad comenzó a cultivarse en el este de África, Golfo Pérsico y el subcontinente indio. Se introdujo en Europa en el siglo XVIII y a finales del XIX ya era un cultivo comercial habitual en los Estados Unidos.

## Tipos

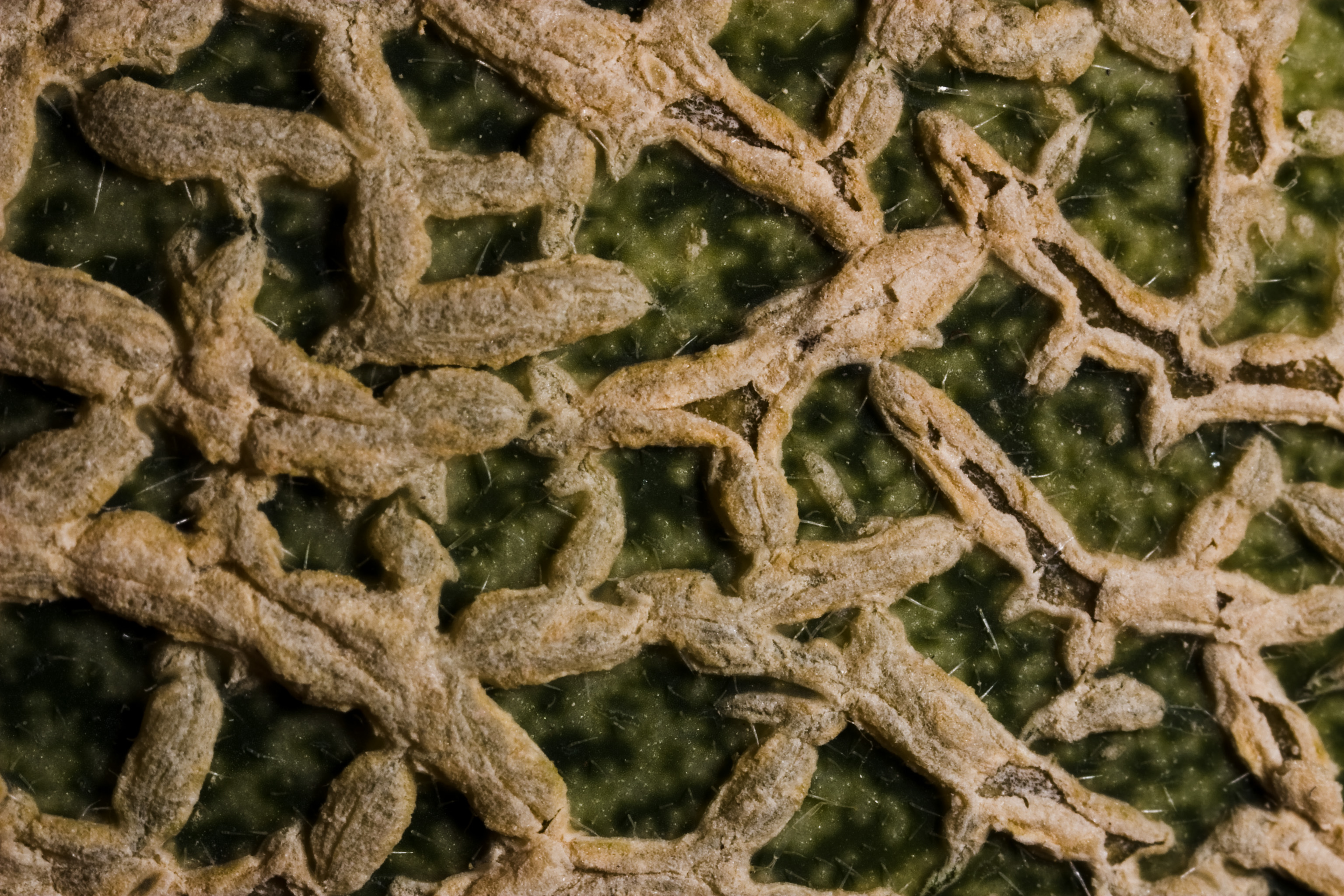
Macro Fotografía de la piel de un melón cantalupo

Existen dos variedades, el cantalupo europeo (Cucumis melo.cantalupensis), de carne dulce y sabrosa que presenta unas ligeras acanaladuras en la piel, de color verde grisáceo y el cantalupo norteamericano (Cucumis melo.reticulatus), común en los Estados Unidos, México, y algunas partes de Canadá, con una carne más firme y menos dulce que la variedad europea. Otro rasgo distintivo de la variedad reticulatus y que le da su nombre, es el diseño en forma de red de su piel.
y

## Consumo
Se consume normalmente como fruta fresca, como ensalada o como postre. Las semillas también son comestibles.
La piel exterior del melón cantalupo puede contener bacterias nocivas, en particular, Salmonela—, por lo que se recomienda lavarlo antes de su consumo. Una vez abierto debe mantenerse refrigerado y consumirse en menos de tres días para evitar el riesgo de contaminación por bacterias patógenas.
En 1943 y tras una búsqueda por todo el mundo, se descubrió un melón cantalupo en Peoria, Illinois, que contenía la cepa de moho de mayor rendimiento para la producción de penicilina.

### Nutrición
Su composición en crudo es de 90% de agua, 8% carbohidratos, 0.8% proteína y 0.2% grasa; proporcionando 34 kcal y 2020 μg de provitamina A, betacaroteno por cada 100 gramos. Es una fuente rica de vitamina C y vitamina A.